# Dumbrava Moghileni
Dumbrava Moghileni (în ucraineană Діброва Могилевська) este o rezervație peisagistică de importanță locală din raionul Bolgrad, regiunea Odesa (Ucraina), situată lângă satul Manzâr (parcela 3 a silviculturii „Borodino” din silvicultura de stat Sărata), în imediata apropiere de granița cu Republica Moldova.
Suprafața ariei protejate este de 45 de hectare, fiind creată în anul 1972 prin decizia comitetului executiv regional Odesa. În principal, rezervația include o plantație de stejar și salcâm din a doua jumătate a secolului al XIX-lea, în care există plante rare, inclusiv cele din Cartea Roșie a Ucrainei. 